# Meščera
Meščera (ruski мещёра), jedno od tri nestala plemena Povolških Finaca nastanjenih svojevremeno u šumovitim predjelima između Oke i Kljazme (Клязьма). Za Meščere vrijedi isto što i za Murome i Merje, a to je da su asimilirani slavenskom ekspanzijom negdje kroz 10. i 11. stoljeće a i (prema Alekseju Markovu) od Tatara i Mordvina. O njihovom životu poznato je tek preko arheoloških nalaza Područje što su ga naseljavali poznato je kao Meščerska nizina (Мещёрская низменность). Dio Meščera koji se očuvao danas govori ruskim jezikom a etnografi ih smatraju dijelom ruskog etnosa. Opisuju ih kao ljude srednje visine i tamne kose, a barem oni ruralni, danas se bave ribarenjem, pčelarstvom i lovom.

## Vanjske poveznice
- Meshchera